# チャック・ノリス・ファクト

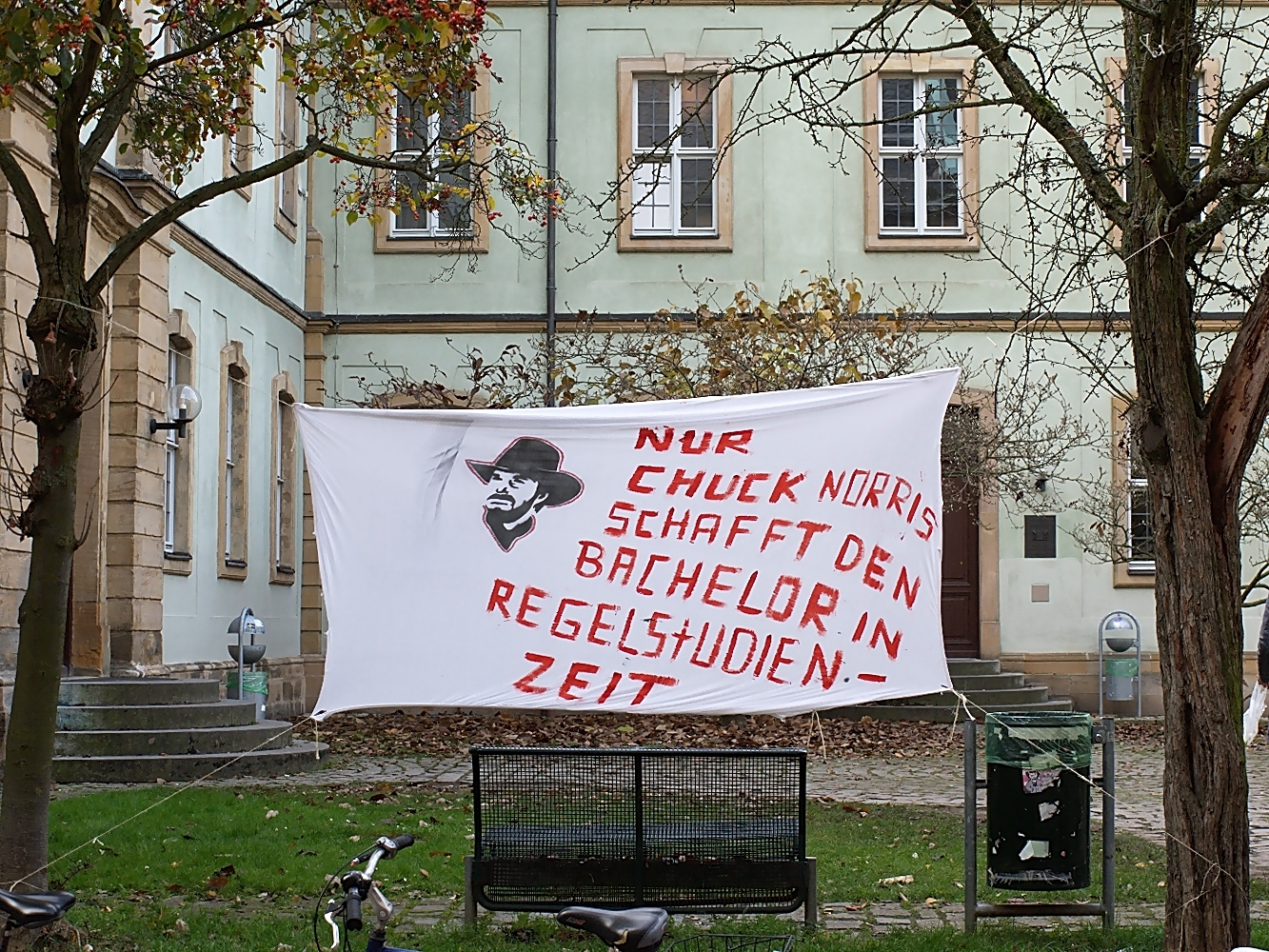
チャック・ノリス・ファクトを暗示して、バンベルク大学に掲げられた抗議の旗（ドイツ語で「規定学期数の期間内で学士号を得られるのは、チャック・ノリスだけ」）。

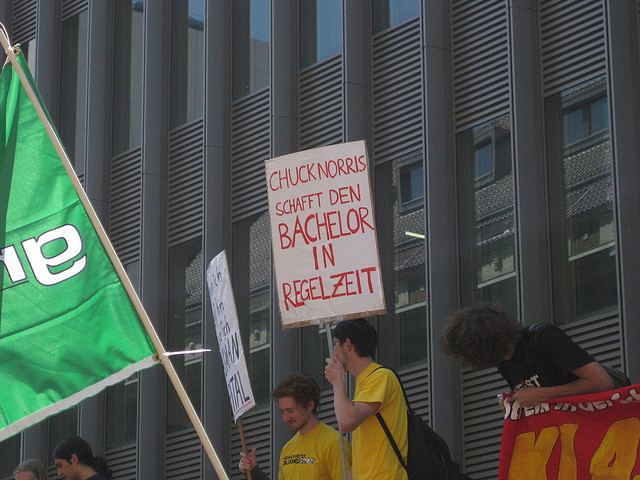
2009年6月17日、ドイツ・ベルリンでの学生による教育ストライキデモのプラカード“Chuck Norris Schafft Den Bachelor in Regelzeit”（規定の学期数で学士号を取れるのはチャック・ノリスだけ）。

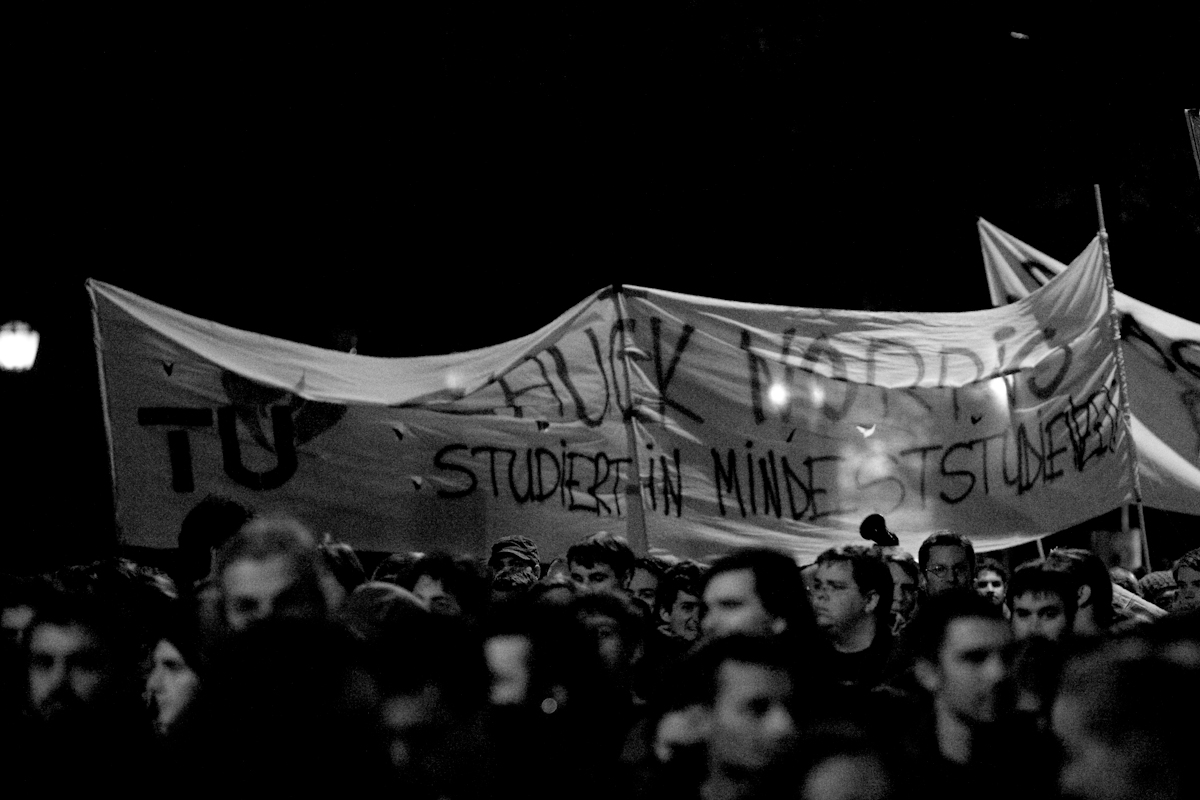
2009年10月28日、オーストリア・ウイーンでの学生による教育ストライキデモ、ドイツ語で書かれた横断幕“Chuck Norris studiert in Mindeststudienzeit”（チャック・ノリスは、最短学期数で大学を済ませる）。

チャック・ノリス・ファクト（チャック・ノリスの真実とも訳される、英語: Chuck Norris Facts）とは、アメリカ合衆国の俳優、チャック・ノリスを題材にした、彼を称えるジョークである。

## 概要

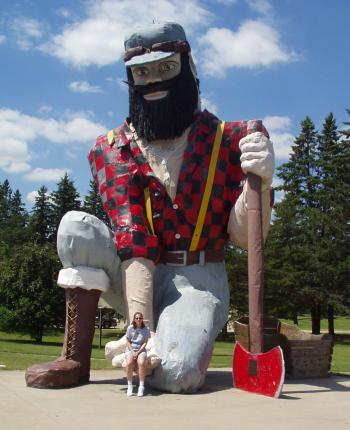
顎髭に帽子、ジーンズにサスペンダーとブーツ、劇中のチャック・ノリスとの類似性に富む。 - ミネソタ州オークリー - ポール・バニヤン記念碑像 -

アメリカでは、その英雄的な偉業と、映画・テレビドラマの主演作で見せる比類なき屈強に洗練されたキャラクター像から、俳優チャック・ノリスを題材にした、チャック・ノリス・ファクトなるものがあり、人々の間で（インターネット世代と呼ばれる）若者を中心にジョークの定番となっている。アメリカの大衆文化を代表する“ポップカルチャー・アイコン”として、“チャック・ノリス”という名詞は、もはや一俳優を表すものだけではなく、発祥となったインターネットを飛び越え一般に、“強さ” “完璧さ” を表す慣用句とさえなっている。
ファンによって作成された無数のポール・バニヤン（北米で最も有名で人気のある民間伝承の英雄の一人）・タイプの作り事の「真実」は100万種類（ジョージ・ブッシュ大統領・図書館財団のサイトでは2009年の時点で60万種類と記述されていた）と推定され、その数は日々インターネットを循環し今もなお増え続けており、チャック・ノリス・ファクトのサイトのアクセス数は、1ヶ月あたり1800万ものアクセスを記録している。
現在はチャック自身の公式ウェブサイトにおいてファクトの投稿、閲覧、採点が行われており、チャック・ノリス・ファクトの公式グッズ（公式本、Tシャツ、カードケース等）も販売されている。最新のサービスとしては、投稿されているファクトから気に入ったファクトを選び、クリックすることにより、そのファクトがプリントされたオリジナルTシャツを購入することも可能になった（ただし現在、発送先はアメリカ国内の他は、カナダ、イギリスに限られている）。ベースになるチャック・ノリスをモチーフにしたグラフィカルなイラストも多数用意されており、組み合わせも自由である（売り上げは彼が創設したボランティア財団、KickStart Kids（1990年創設）の運営資金に充てられている）。

## 現象の始まり

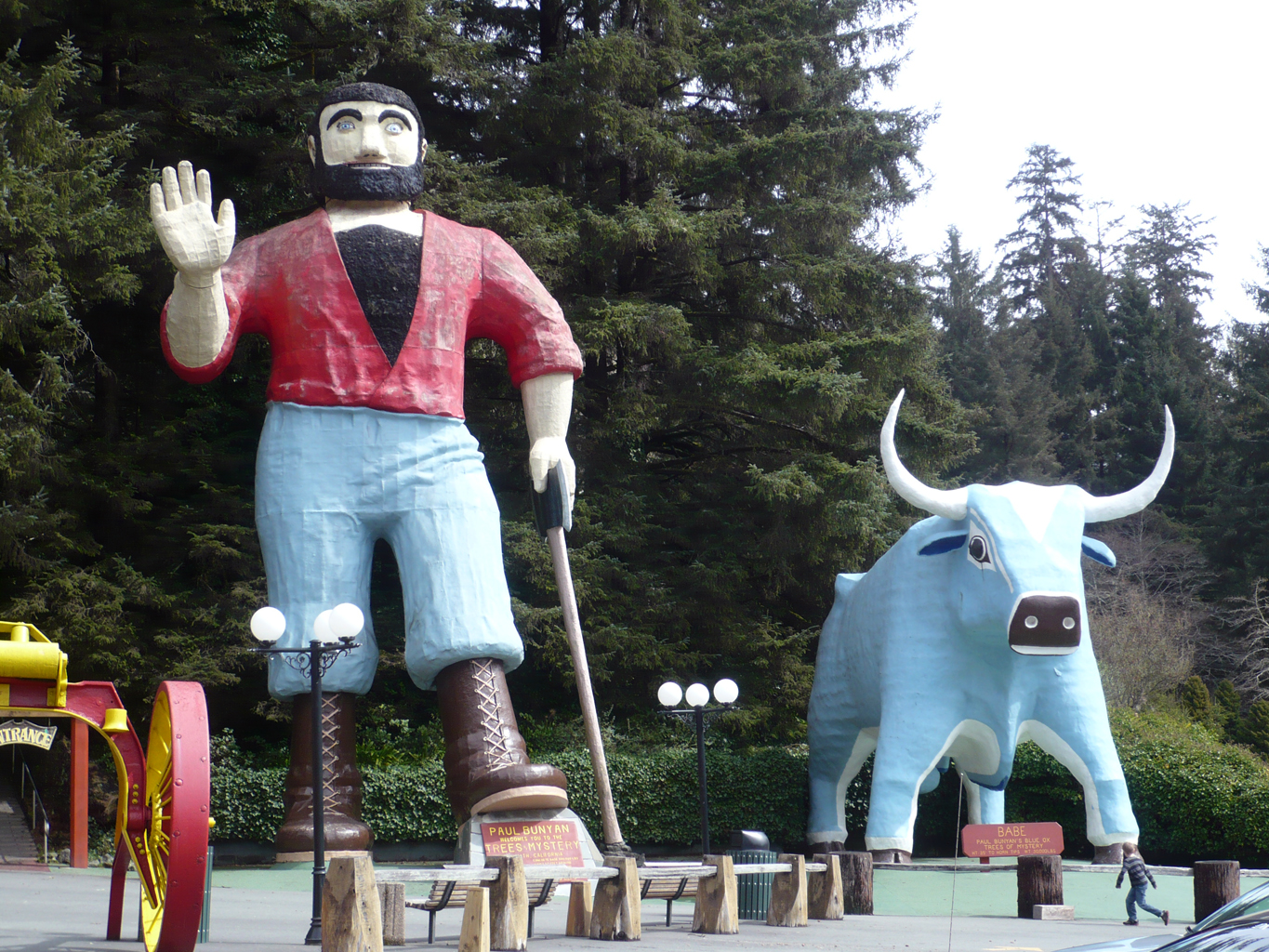
カリフォルニア州クラマスの公園にそびえる、超人ポール・バニヤン像。温和な表情ながら、強靭な身体と屈強な筋肉、そしてチャック・ノリスのトレードマークである顎髭と剛毛な胸毛までが類似する。

これらの現象は、2005年頃からインターネット上で発生し、2006年にはワールド・オブ・ウォークラフトなどのオンラインゲーム・プレーヤーのチャット等で流行り始め、その後、高校生、大学生を中心に爆発的な広がりを見せてインターネットを席捲、熱狂的な大流行となった。
現在は、英語圏だけではなく、あらゆる言語に訳され、欧米、南米など、世界中の国や地域で一般にも（日本、韓国という東アジアを除き）広く浸透している。親しんでいる層も男女問わず子供から壮年層と世代をも横断しており、まさに大衆文化と言っても過言ではないポピュラリティーを獲得している。発祥の地・北米では、ファクトをまとめた書籍やグッズがメイン・ターゲットである大学生ら若者層だけでなく、小中学生の子供にせがまれた親が買い求めるプレゼントとしてクリスマス商戦のヒット商品にもなった。
タイム誌は2006年3月20日号で、彼を「オンラインカルトの英雄」と呼んで、チャック・ノリスへのインタビューを行った。彼は、チャック・ノリス・ファクトを「奇妙な、しかし、非常に人気があることわざ」と呼び、次のファクトを引用した。
- Chuck Norris can divide by zero.
（チャック・ノリスはゼロ除算ができる）

これらはテレビの人気トーク番組にも取り上げられ、チャック本人が数々の「真実」を読み上げ笑い飛ばすことで、お茶の間でも話題となる。2009年10月には、チャック本人厳選によるオフィシャル・ファクトブックも発売され好調な売れ行きを示した。各局のニュース番組には、オフィシャル・ファクトブックを手にしたチャックが出演し、「余りにも大げさな『真実』の数々に気分を害することはありませんでしたか？」とのアンカーマンからの質問に対して彼は即座に「ノーノーノー」と笑顔で否定し、続け「『真実』のなかには、本当に可笑しくてファニーなものがあります。読んで私も笑います」と理解を示し「とても光栄に思う」と述べ、「これを、きっかけに本当の私をもっと知って貰うきっかけになればいいね」と続けた。そのさい、最もユーモアがあり気に入っている「真実」として、次のファクトをあげた。
- When the Boogeyman goes to sleep every night, he checks his closet for Chuck Norris.
（毎晩、ブギーマンは寝る前に自宅のクローゼットにチャック・ノリスが潜んでいないかチェックするんだ）
注：ブギーマンとはクローゼットに潜むお化けのことである。
- When Chuck Norris does pushups, he doesn’t lift himself up. He pushes the world down.
（チャック・ノリスは、腕立て伏せをするとき、自分の身体を押し上げるのではない。世界を押し下げるのだ）

この「腕立て伏せの真実」は現実にチャックが子供とともに実演する動画 も公開もされ、腕立て伏せをするチャックのイラストがプリントされたオフィシャルTシャツが発売され人気商品となっている。

## 知名度の上昇

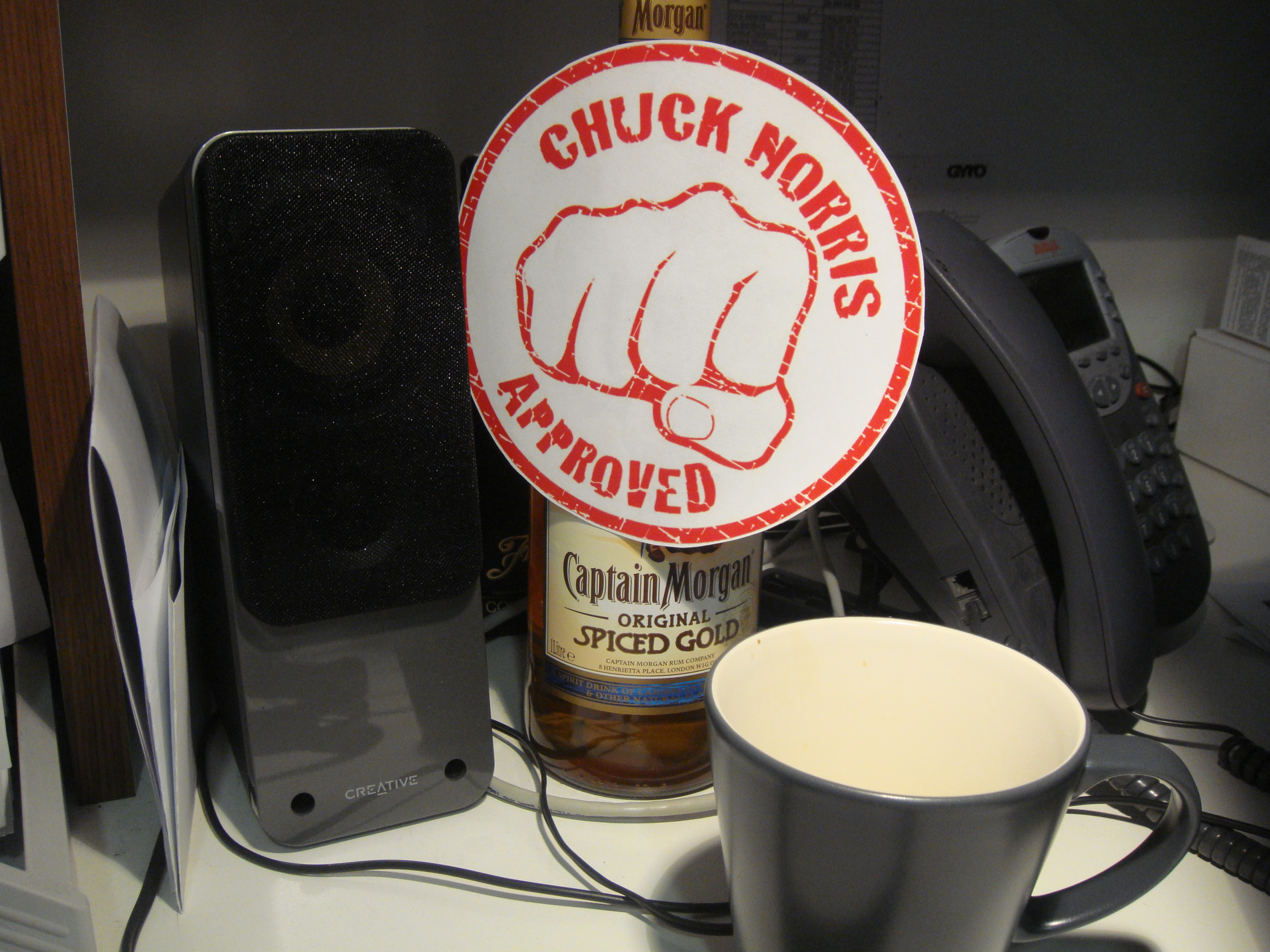
Chuck Norris Approved（チャック・ノリスが承認する）2011年、プロクター・アンド・ギャンブル、チャック・ノリス・ファクト・全米シンボルマーク。

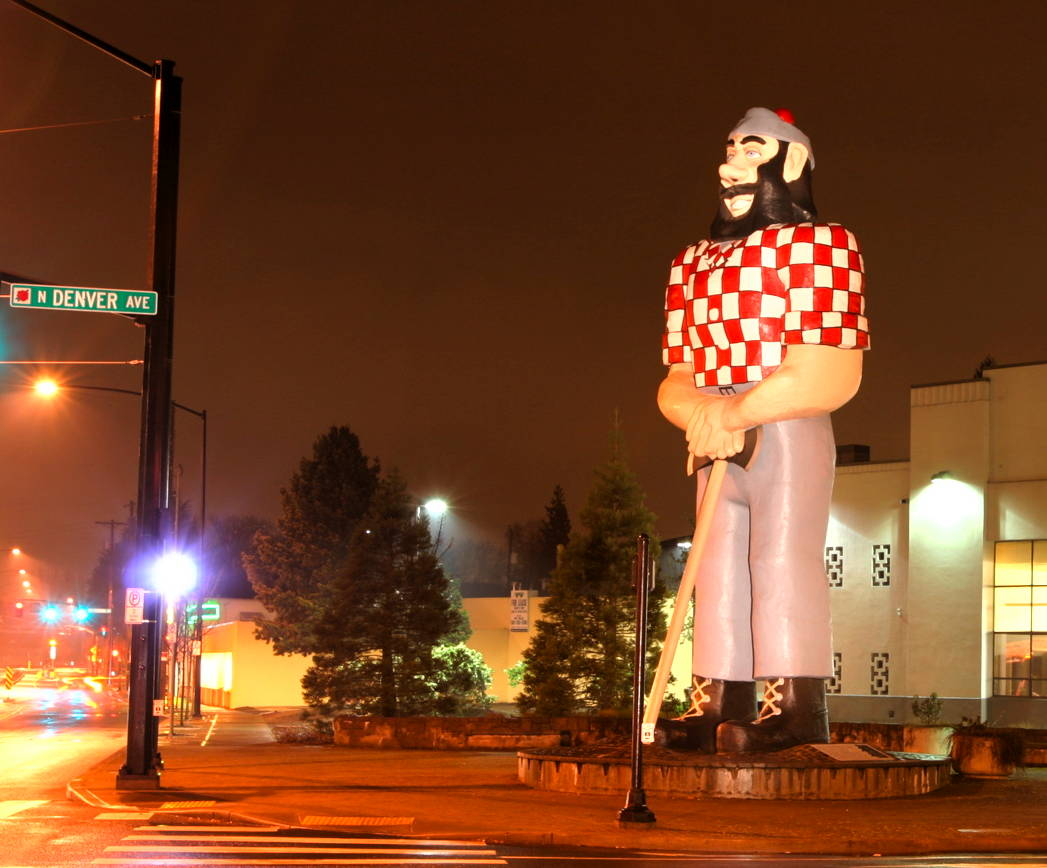
オレゴン州ノースポートランドにそびえ立つ、チャック・ノリス・ファクトの源流となった、アメリカ人の英雄ポール・バニヤン記念碑像。

2008年のアメリカ合衆国大統領選挙において、共和党候補者のマイク・ハッカビーが“ハック・チャック・ファクト”（Huck Chuck Facts）と題してチャック・ノリスと共演のうえでチャック・ノリス・ファクトをパロディ化したTVCM を選挙広告に活用することで大躍進を遂げた（“ハック・チャック・ファクト”のハックとは、ハッカビーの愛称を指す）。
この流行を広告業界が逃すはずがなく、T-Mobileは、チェコ共和国の2010年クリスマス・キャンペーンにあたり、チャック・ノリス出演によるチャック・ノリス・ファクトをミニドラマ化した連作のTVCM を制作。
2011年にはアメリカ合衆国に本拠を置く世界最大の一般消費財メーカーであるプロクター・アンド・ギャンブル (Procter & Gamble）が、“ハック・チャック・ファクト”で用いられ全米で有名になった、チャック・ノリスによる次の“決め台詞”。
- Chuck Norris Approval.
（チャック・ノリスが承認する）

を商品パッケージや店頭ポップに銘打ち、チャック・ノリス・ファクトの公式シンボルマークとコピーライトを全米TVCM でフィーチャーした。
そしてチャック・ノリス・ファクトのブームの発祥元でありアクティブユーザー数が1000万人を突破し、MMORPGのジャンルにおいて名実ともに世界一のタイトルとなっているブリザード・エンターテイメント製作のオンラインゲーム『ワールド・オブ・ウォークラフト （World of Warcraft）』の全米TVCM にチャック・ノリスが満を持して登場。
- Chuck Norris: I’m Chuck Norris and I approve this game.
（チャック・ノリス: 俺はチャック・ノリスだ、俺がこのゲームを承認する）
- Chuck Norris: What's your game?
（チャック・ノリス: お前の遊んでいるゲームは何だ？）

とチャック・ノリス本人によるコピーのもと
- Chuck Norris is a hunter but a Chuck Norris does not hunt. Hunting would imply the possibility of failure. Chuck Norris goes killing.
（チャック・ノリスはハンターだ、だがチャック・ノリスはハンティングなどしない。ハンティングには失敗が付き物だからだ。チャック・ノリスは殺しに行く）
- There are 10 million people in the world of Warcraft because Chuck Norris allows them to live!
（World of Warcraft には1,000万の人々が居るが、それは、チャック・ノリスに生きることを許されているに過ぎない！）

とチャック・ノリス・ファクトそのままのナレーションで全編を締め括っている。ちなみにデビューは2011年11月20日（日曜日）NFLのゲーム、シカゴ・ベアーズ対サンディエゴ・チャージャーズのCBSネットワークによる全米中継。ブリザード・エンターテイメントによる“World of Warcraft TV Commercial”の公式解説までもが次のようにチャック・ノリス・ファクトという念の入れようである。
- Chuck Norris didn't break a sweat filming the newest World of Warcraft television spot. Instead, he made the director cry and then cooled himself with the tears. Watch the new WoW commercial now.
（チャック・ノリスは、World of Warcraft の最新のテレビスポット撮影で、汗を一滴たりともかかなかった。代わりに彼はディレクターを泣かせ、その涙で彼自身の体を冷ましたのだ。さあ、新しいwow のコマーシャルを見よ！）

2011年12月にはクリスマス・シーズンを睨み、ボビングヘッド・ドールの老舗玩具メーカー、ファンコ社からベティ・ブープ、スター・ウォーズ・シリーズ、エイブラハム・リンカーン、バラク・オバマなどのラインナップで日本でも馴染みのあるブランド「ワッキーワブラー」のニューラインナップとして、“WACKYWOBBLER - Talking CHUCK NORRIS”が発売された。『トーキング チャック・ノリス』という商品名が示す通り、厳選された6フレーズを収録。振動を加えると「真実（ファクト）」をしゃべりだす特別仕様になっている。ちなみに、音声収録はチャック・ノリス本人によって行われ、チャックの肉声による「真実」をいつでも好きなだけ聞いて楽しむ事が出来る。ファンコ社の製品に収録された6フレーズは以下の通り。
- Chuck Norris makes onions CRY!!!
（チャック・ノリスは玉ねぎを泣かせる！）
- Chuck Norris doesn’t wear a watch； he decides what time it is.
（チャック・ノリスは時計をしない。彼が今、何時何分かを決めるのだ）
- Chuck Norris doesn’t breathe； he holds air hostage.
（チャック・ノリスは呼吸するのではない。空気を人質に取るのだ）
- Chuck Norris beats the sun in a staring contest.
（チャック・ノリスはにらめっこで太陽に勝つ）
- You win some： you lose some. Chuck Norris wins ALL.
（君は勝つときがあれば、負けるときもある。だがチャック・ノリスには勝利しかないのだ）
- Chuck Norris is not afraid of death； death is afraid of Chuck Norris.
（チャック・ノリスは死を恐れてなどいない。死が彼を恐れているのだ）

世界的な流行は留まることを知らず。2012年には、ポーランド全国に430の支店と9,500人のスタッフを持つ、ポーランド三大銀行のひとつで国内最大の商業銀行である、ザホドニWBK銀行（Bank Zachodni WBK S.A. 通称、BZ WBK）の年間広告キャンペーンに、チャック・ノリスが起用され、ここでも大々的にチャック・ノリス・ファクトが取り上げられている。現在TVCM8本 とキャンペーンPV が放送されており、次のようなタイトルと公式解説が付けられている（以下のBZ WBKに関する原文は、ポーランド語によるものである）。
- At WBK bank everyone can be like Chuck Norris.
（WBK銀行では、誰もがチャック・ノリスのようになれる）
- W BZ WBK każdy może dostać kredyt gotówkowy przychodząc -- jak Chuck Norris - tylko raz. Każdy klient zostanie potraktowany wyjątkowo, zapewnimy proste procedury i szybką decyzję kredytową.
（BZ WBKでは、どなたが来られてもチャック・ノリスのように現金の融資を受けることができます。我々は簡単な手続きと迅速な意思決定で融資を提供します）
- Misja Chucka w Polsce.
（ポーランドでのチャックの使命）
- Opuszcza Texas by na 20 minut przylecieć do Polski. Z samolotu wysiada przed lądowaniem. Wykonuje swoje popisowe numery - trzaska obrotowymi drzwiami, ratuje polskie finanse publiczne, wzmacnia polską piłkę .... Nieosiągalne? Chuck Norris nie zna tego słowa. Z jaką jeszcze misją Chuck Norris przyleciał do Polski dowiecie się po obejrzeniu filmu „Misja Chucka w Polsce".
（チャック・ノリスは、テキサス州から僅か20分の飛行時間でポーランドに到着した。それも彼の乗った飛行機が着陸するよりも早く。彼は、数を無限まで数え、回転ドアを閉め、ポーランドの財政を潤し、ポーランドのサッカーを強化する....「手が届かない？」 チャック・ノリスはこの言葉を知らない。チャック・ノリスのポーランドでのこれらの使命のことを、我々は"ポーランド・チャック・ミッション"と呼んでいる）

パブリシティに関する公式解説は次の通りである。“伝説的アクション俳優、チャック・ノリスはポーランドBZ WBK広告のスペシャルなスターとして年間キャンペーンの主演を務め、そのキャンペーンは、テレビ、インターネット、ラジオ、出版、映画、屋外メディアとポーランドの各メディアによって総力をあげ全国的に展開されている”。
ちなみにyoutubeのBank Zachodni WBK公式ユーザーページでCMを再生すると、チャック・ノリスが銀行のドアを開けるやその衝撃で、公式ページのレイアウトやテキスト、画像が衝撃音と振動で乱れ飛び、ページが破壊されるなかでチャック・ノリスによるTVCM動画が流れるという、ここでもチャック・ノリス・ファクトでの徹底が成されていた。

## スクリーン・デビュー
2012年8月17日に全米で公開され、2週連続1位を記録した映画 『エクスペンダブルズ2』において、元来、チャック・ノリスファンによる二次創作であったファクトが、ついに一次創作の映画のなかでメタフィクショナルに取り扱われた。劇中でシルヴェスター・スタローンがチャック・ノリスにファクトの真偽を問いかけるや、その問いに応えるかたちで自身のファクトをチャック・ノリス自らが語るのだ。このような驚くべきシーンが映画の見せ場のひとつになっている。そのジョークが交わされたあと、その場に居合わせた登場人物たちは一様に笑みをこぼし、そして、笑い合ったスタローンとチャックの抱擁が描かれる。やりとりは次の通り。
- Stallone: "I heard another rumor that you were bitten by a King Cobra?"
（スタローン： 「キングコブラに噛まれたと噂で聞いたが？」
- Chuck Norris: "yeah I was, but after 5 days of agonizing pain...the cobra died"
（チャック・ノリス： 「ああ、その通りだ、5日間もがき苦しんだ後に...コブラは死んだ」）

上のファクトは、LAプレミア（ロサンゼルスでの初演）会場のキャストへの囲み取材においてもレポーターからの要望でチャック・ノリス自身によって披露された。
映画本編へのチャック・ノリス・ファクト挿入についてチャックは、「スライ（シルヴェスター・スタローン）が私に言ったんだ、『何処にでもチャック・ノリス・ファクトが溢れている、ならば我々も（映画の）シーンの中に一つ入れたい、どうだろうか？』と」。（スライからの提案を受け）「私の妻ジーナが『それならシーンに最適なものがあるわよ』と述べたんだ」 「それは本当に面白い。しかし、あなたがそれを見つけるためには映画を観なければならない」と、WorldNetDailyによるチャック・ノリス独占インタビューで、その具体的な経緯を明らかにしている。
監督のサイモン・ウェストは、チャック・ノリス・ファクトについてDVD収録のオーディオコメンタリーで次のように述べた。「エクスペンタブルズに対抗するなら戦車しかないと思った。シーンの終わらせ方にも悩んだ。まもなく、あの大物も登場する。彼をどう登場させるかが課題だった、そこで思いついたのが、これだ」「なぜか悪党どもが全滅。彼らは、機動部隊か殺人集団が関与したのだと考える。そこに姿を現すのがチャック・ノリスさ、伝説の男らしい登場シーンにした」「ただバーに現れるぐらいじゃダメだ、堂々たる大げさなシーンでないとね。これなら彼に、ふさわしい。一人で集団を葬った男が硝煙の中から姿を現す、チャック・ノリスなら可能だ」「“チャック・ノリス伝説”は、本人も気に入ってるそうだ。映画でもやってほしいと頼むと、“もちろん、喜んで”と」「世に出回ってる自身の“伝説”にも詳しかった、ここで出てくるコブラのネタは本人が選んだものだ。ブルガリアのスタッフも“伝説”を知っていた、世界的な現象らしい」「チャックの参加は4日だけ、アクションも会話も全て、その間に撮らねばならない。ブルースもアーノルドも4日だけなので調整に苦労した」
「チャックが出てくれて幸せだ、俳優業は引退状態だったが大きな存在感を発揮してくれた。彼なしでは（映画の）面白さが半減しただろう」
また、プレスシートによる撮影エピソードによれば『エクスペンダブルズ2』のロケが行われたブルガリアの首都ソフィアの空港にチャックが降り立つなり、キャストとスタッフ達は、チャックへのリスペクトを込め、新たに次の“真実”を生み出したという。
- Chuck Norris doesn't visit Bulgaria, Bulgaria visits Chuck Norris.
（チャック・ノリスはブルガリアを訪問しない、ブルガリアがチャック・ノリスを訪問する）

## アメリカ以外の国や地域

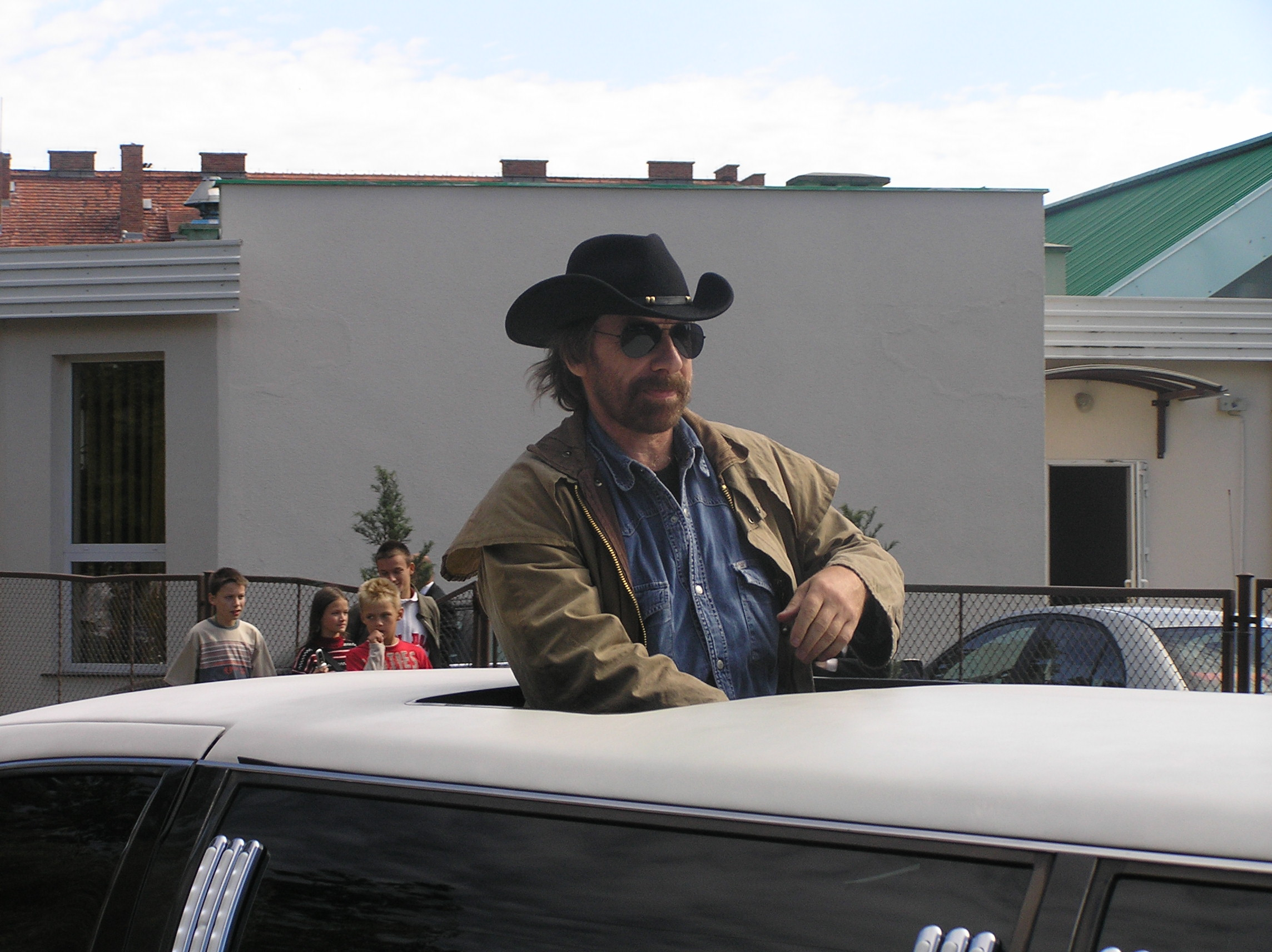
ポーランドのメディアで活躍している現実のチャック・ノリス芸人

- 2006年、ハンガリーにおいてドナウ川のブダペストの北地点に架ける橋の名前を、政府委員会が財務大臣の主催するウェブサイトにて公募したところ、『チャック・ノリス大橋』という名称に票が殺到するという珍事が起きている。バッド・スペンサー、ボブ・マーレイなど500以上の名が挙げられたが、『チャック・ノリス大橋』が全体の11パーセントを占める8725票を集め、ハンガリーのコメディアン、ゲザ・ホフィを僅かにリードし、建国の父イシュトヴァーン1世の3倍の支持を得た。高い支持を集めた上位3つの名前を、地方自治体、地図製作者、言語学者その他の専門家から提案された名前と共に検討した結果、『チャック・ノリス大橋』と決定された[33][34]（と報じられたが、結局は「メジェリ橋」という名前になった）。
- 2009年、クロアチア共和国のスプリトに、毎週のように強盗の被害に遭っていた高級パン屋があった。困り果てたオーナーは防犯対策として、チャック・ノリスの等身大ポスターに、「この店はチャック・ノリスが守っています」と記入し店頭に貼り出したところ、それ以来、強盗からの被害がピタっと止んだという。セールス・アシスタントに就く店員のコメントによれば次の通りである[35]。
  - 「正直、冗談で始めたのです。しかし、それは本当に効果がありました。泥棒達はまったく近寄ってきません。人々は誰しも彼を尊敬しているようです。この辺の人たちは誰でも彼の映画を観ていますからね。それは泥棒も一緒なんでしょう。それでお店には入らないことにしたんだと思いますよ」
  - 「何人かのお客さんには、チャックのサインをもらえるかどうか聞かれたんです。彼らは本当にチャックが倉庫に座って泥棒がやって来るのを待っていると信じているんですね」
- 2010年6月4日、サッカー日本代表は、親善試合でコートジボワールと対戦。トゥーリオが相手の主力選手であるディディエ・ドログバを骨折させたことがブラジル連邦共和国（トゥーリオの出身国で、かつワールドカップでコートジボワールと対戦する）に伝わると、ネット上の反応として「トゥーリオはチャック・ノリスからサッカーを教わった」という書き込みが行われたという。この書き込みに関する記事は、日本の日刊スポーツに孫引きされた[36]。ブラジルと日本における知名度の指標となる例である。
- 2010年11月3日、イングランド・プレミアリーグ、元マンチェスター・ユナイテッドFCで、エヴァートンFCの主将でありディフェンダーのフィリップ・ネヴィルのファンにより、彼に正当な評価をとの意図の下「フィル・ネヴィルをトレンディング・トピックスに上げる活動」がTwitter上で行われた。賛同したファントークによって「ガレス・ベイルはフィル・ネヴィルのパジャマを着ている」「フィル・ネヴィルは空き時間にロイ・キーンを散歩させている」「ガスコインはエヴァートンに来るまでは一滴も飲めなかった。エヴァートンでフィル・ネヴィルに鍛えられたのだ」等のチャック・ノリス・ファクトを改変（チャック・ノリス・スタイルと呼ばれる）した時系列無視のフィル・ネヴィル最強伝説が、のべつ幕無しに投稿された。それは、また多くのRTを産み、結果“Phil Neville”はUKのトレンディング・トピックスの1位にまで上り詰める事となる。事態は同チームのランドン・ドノヴァン本人までが登場し、この件をtweet、それがまたRTされるという連鎖に至り、「“チャック・ノリス化した”フィル・ネヴィルの真実」は、スペイン語、オランダ語、インドネシア語、タイ語、韓国語等、イングランド・プレミアと繋がりが深い、世界中の言語圏に拡散されるまでのブームと化した。直接チャック・ノリスを絡めたものでは次の例のような「真実」が人々を大いに喜ばせた[37]。
  - It is true that only Chuck Norris can cure cancer with his tears. Luckily Phil Neville is the only one who can make him cry.
（チャック・ノリスが彼の涙でがんを治すことができるというのは本当のことだ。幸いにもフィル・ネヴィルは、彼を泣かせることができる唯一の存在だ）
- 2010年、チェコ共和国、T-Mobileのクリスマス・キャンペーンで、チャック・ノリス出演によるチャック・ノリス・ファクトのミニドラマTVCMが制作される[38]。
- 2011年3月21日、フィンランド、ヘルシンキのセキュリティ研究所主席研究員ミッコ・ヒッポネンのレポートによれば「チャック・ノリスは強烈だ。我々は皆、それを知っている。マルウェア作者も知っている」とし、実際に以前からチャック・ノリスに言及するワームやトロイの木馬を複数観察してきた結果、一番の例は、昨年来の「Chuck Norris Router Worm」であり、それはコンピュータのコントロールを奪い、感染したシステムへの完全なリモート・アクセスを可能にするボットネット・クライアントである、これは例によって接続するサーバーを必要とし、サーバーの名は「chucknorris.zapto.org」で、同ボットはレジストリ「hkcu\software\chuck norris」のもとに自身を登録していると、報告している[39]。また同研究員ミカ・スタルバーグも「マルウェア作者たちがチャック・ノリスが大のお気に入りらしいことに気づいた。当然だ。チャック・ノリスは強烈なのだ！」と声を揃え、この状況を慎重にモニタリングした結果、ノリス氏に対するある種の興味、あるいは敬意を示すマルウェアをいくつも見つけたと綴り、チャック・ノリスに対する言及を探すことでマルウェアを検出すること以外に我々に防ぐ手立てはないとしている[40]。このチャック・ノリス・ボットネットの詳細については、2010年2月19日にcomputerworld.comのニュース記事において、ロバート・マクミランが「あなたの家のルータ上でデフォルトのパスワードを変更していない場合、チャック・ノリスから不要な訪問を受けることになるだろう」と警告している。Jan Vykopal（チェコ共和国ブルノ、マサリク大学コンピュータ科学協会ネットワーク・セキュリティー部長）は、「チェコの研究者によって発見されたこのボットネットは、貧弱に形成されたルータおよびDSLモデムの利用によって広がっている。マルウェアはプログラマーのソースコード中の"in nome di Chuck Norris," というイタリア語のコメントからチャック・ノリスの名前を得たことを確認した」「世界中で数百万台のコンピュータが様々な種類のボットネットに感染しているが、チャック・ノリスは、それがパソコンではなく、DSLモデムやルータに感染するという点で異例である」と電子メールのインタビューで語った[41]。
- 2011年9月21日、ドイツ・ブンデスリーガ、シャルケ04のディフェンダーであるハンス・サーペイが「インターネットの新たなスター！」とされ、チャック・ノリス化する現象が起きた。ほとんどの人がチャック・ノリスについての気の利いたことわざに精通しているが、現在はFacebookに新たなカルトがある、それはハンス・ザーペイだ。とドイツのメディアが報じた[42][43]。そして、2012年3月にサーペイは、「サッカーシーンのチャック・ノリス」と題されたインタビューを受けている[44]。「ゴジラであるチャック・ノリスに対して、あなたがキングコングとして出会ったならば、どちらが勝つのでしょうか？」との問いに、「どんな質問だよ。勝つのは我々両方だろう」と答え、「チャック・ノリスと比較されている現状は最高ですか？」との問いには、「特別な気持ちはない、しかし、チャック・ノリスを満たすようにクールでいたいとは思う」と答えた。ドイツexpressによればFacebookでのサーペイ・ファクトの起源を説明することは容易ではないとしながらも、シャルケのある女性ファンが“私は何でもできる”カルト俳優チャック・ノリスのことを思い浮かべ、最初のサーペイ・ファクト（ハンス・サーペイの真実）のグループを開設したといい、またそれは、とても楽しいエンターテイメントとしての価値を持つとし、次のファクトを紹介している[45]。
  - Chuck Norris kann alles. Hans Sarpei kann mehr.
（チャック・ノリスは何でもできる。ハンス・サーペイはもっとできる）
  - Chuck Norris trägt einen Hans Sarpei Schlafanzug.
（チャック・ノリスは、ハンス・サーペイのパジャマを着て寝る）
  - Chuck Norris guckt nachts unter sein Bett, ob Hans Sarpei drunter liegt.
（チャック・ノリスは夜になると、ハンス・サーペイがいないかとベッドの下をチェックするんだ）
- 2011年10月17日、Worthwhile Canadian Initiativeにてカナダのオタワにあるカールトン大学の経済学部教授であり、金融経済学の為のセンター、CDハウ研究所の金融政策評議会のメンバーとしても知られるニック・ロウ（Nick Rowe）[46] によって「脅威の戦略としての金融政策。チャック・ノリスと中央銀行」というコラムが執筆された[47]。チャック・ノリスを擬似ヘーゲルと位置付けたうえで、中央銀行の持つ圧倒的な権威と力、その信頼性は正確にチャック・ノリスのようなものだと結論付けた。コメント欄でも多数の識者によって以下のようにFRBの政策や世界的な金融市場の動向に対し、チャック・ノリスを軸に活発な議論が行われた。
  - 連邦準備制度（FRB）の政策や世界的な金融市場に対して、チャック・ノリスのアナロジーを用いるならば、我々は、彼が『ドラゴンへの道』でブルース・リーに敗れたことを覚えておく必要がある。
  - 「信頼性の高い中央銀行はチャック・ノリスのようなビットである」非常に興味深い。私はいつもカナダ銀行（BOC）の声明だけで金利を動かすその手法はかなりクールだと思っていた。
  - チャック・ノリスのようであることは中央銀行に限られた特有のものではない。それは経済システムの中での非常に大きな漁夫の利である。
  - FRBに対しては、映画に例えれば結局は平衡を謳いつつも、チャック・ノリスは個々の細胞のすべてをがらくたのように叩き出すと現実に脅しているようなものだ。
- そして、難解でシリアスな経済論の合間にもチャック・ノリス・ファクトのジョークが弾けた。
  - Chuck Norris doesn't ask economists about the economy- Economists ask Chuck Norris.
（チャック・ノリスはエコノミストを必要としない、経済エコノミストがチャック・ノリスに伺いを立てる）
- 2012年2月23日、スロバキア共和国の首都ブラチスラヴァにて、首都近郊に新設される歩行と自転車用の橋の名称を公募したところ、『マリア・テレジア橋』の8パーセントを大きく引き離し、『チャック・ノリス橋』が全体の74パーセントという圧倒的多数の票を集めトップに立っている。とロイターが報じた。当初、橋の名称の候補としては、橋が架かるモラバ川（モラビア最長の川で、全長約330km）がチェコからスロバキアとオーストリアを流れドナウ川に注ぐことから、隣国への敬意として、17世紀に在位したハンガリー女王、オーストリア女大公として知られるマリア・テレジアが有力とされていた。しかしスロバキアにおいてもチャック・ノリスの人気は高く、彼の無敵でタフなキャラクターは、多くのスロバキア人のあいだでもささやかな楽しみの源となっており、ポピュラーなジョークの大黒柱になっているという。最終決定は地方議会での承認が必要だが、パヴォル・フレショ知事は「我々は国民の多数の要望で橋の建設を決定しました、同様に橋の名前も人々の願いに適うよう投票結果に従いたい」と述べている[48]。
- 2012年、ワルシャワ、ポズナン、ヴロツワフにオフィスを構え、ポーランド共和国全域に430の支店を持つ、ポーランド最大の商業銀行BZ WBKの年間キャンペーン広告で、チャック・ノリス主演によるチャック・ノリス・ファクトTVCM、PV、ビルボードが制作された。銀行の広告戦略について、キャンペーンを手掛けるコーポレート・コミュニケーション社のマーケティング・ディレクター、アルトゥール・シコラ(Artur Sikora)とBZ WBKマーケティング部門責任者、Patricia Klareckaは次のように取材に答えた[49][50]。
  - 「今年のキャンペーンで我々は、業務の処理速度の速さ、プロフェッショナリズムというものを、チャック・ノリスの周りに具現化し正確にその資質を構築したいと思っています。チャック・ノリスはポーランドで熱狂的な人気があります。彼はポップカルチャーのアイコンであり、彼のメッセージは世代を超えて人々の心に染み渡るでしょう。そして彼の人格は、コミュニケーションに大きな可能性をも与えます」
  - 「このキャンペーンで、すべての顧客は平等であり、銀行では『誰もがチャック・ノリスのようになれる』を、私たちのモットーとして訴えかけて行きます」
- 2012年5月9日、スペインの首都マドリードで行われたテニスのマドリード・オープン男子シングルス2回戦において、世界ランク1位で第1シードのノバク・ジョコビッチ（セルビア）が「滑りやすい」とコートの不備を訴えた。テレビ観戦者にボールを見えやすくするために伝統的な赤いクレーコートではなく、青いクレーコートで行われたためである。ロイターの報道によると、ジョコビッチは次のように述べた（ジョコビッチによるコメントの一報（原文）はスペイン語で伝えられた）[51]。
  - La próxima vez traeré las zapatillas de fútbol o pediré ayuda a Chuck Norris.
（次は、サッカーシューズを持参するか、チャック・ノリスに助けを求めるよ）

## 日本での状況
2012年10月27日、ヒップホップグループ・RHYMESTERのMC 宇多丸がパーソナリティを務める人気ラジオ番組 『ライムスター宇多丸のウィークエンド・シャッフル』（通称: タマフル）サタデーナイトLaboにて「〝タマフルがチャック・ノリスの特集をしているのではない...チャック・ノリスがタマフルに特集をさせてやっているのだ〟『エクスペンダブルズ2』公開記念、チャック・ノリスのことだけを考える1時間。by三宅隆太監督」というタイトルで、日本初の“チャック・ノリス特集”がTBSラジオによって放送された。
内容は第1部、武道家 チャック・ノリスの生い立ちから、俳優を志す経緯、そして彼が出演する映画 『エクスペンタブルズ2』（2012年）の役名ブッカーの名の由来…。第2部、1980年代全盛期の代表作の魅力のみならず、1990年代初頭（一般の日本人には知られざる名作）の『サイドキックス』（1992年）の紹介へと続き、第3部では、『サイドキックス』の劇中エピソードとリンクする形で（財団を創設し子供たちへの教育に当たる）教師としての人間チャック・ノリスの偉大な人物像に迫るという、真摯な放送であった。
欧米各国、または南米、インド、東南アジアと、世界でのチャック・ノリスの圧倒的な知名度に比べ、例外的に知名度の劣る日本（世界を席捲し、現在でもあらゆる国々で再放送が繰り返されている大ヒットTVドラマ 『炎のテキサス・レンジャー』（1993年 - 2001年）が地上波TV放送されないばかりか、DVD化さえされていないことが、その要因と推測される）においては異例のプログラムであり、これまで日本のマスコミが取り上げることが無かった、米国発のチャック・ノリス・ファクト現象をも同時に伝えることで、俳優チャック・ノリスをポップカルチャーアイコンと定義付けし紹介した日本で初めてのプログラムである。そして番組タイトルもチャック・ノリス・スタイルならば、各コーナータイトルも
- 第1部 「世の中には二種類の男しかいない、チャック・ノリスとチャック・ノリス以下の男だ」「男の中の男チャック・ノリスとはこんな男である」
- 第2部 「チャック・ノリスの映画を観ることは、男にとって納税より大事な義務である」「今すぐに観られるチャック・ノリス映画紹介」
- 第3部 「今の日本に必要なのは、有能な政治家やカリスマ社長ではない。ただひとりの、平凡なチャック・ノリスだ──」「今の日本にチャック・ノリスが必要な理由とは…」

と以上のように番組オリジナルのファクト・スタイルで徹底され、パーソナリティの宇多丸によって数々のファクトも番組スタート時と、各コーナーのブリッジとして読み上げられた。それは、日本の放送において日本人の肉声によって日本語で伝えられた、初めてのチャック・ノリス・ファクトである。
そして、公式サイトによる第290回放送後記は、ライムスター宇多丸、三宅隆太監督、しまおまほがチャック・ノリスのDVDを掲げるスリーショットの画像と、この日、日本で誕生した次のチャック・ノリス・ファクトで飾られた。
- 「チャック・ノリスの映画を所有すること、それはあらゆる勲章をも凌ぐ名誉と栄光である──」

2013年には新潮社から、チャック・ノリス・ファクトの公式本である"The Official Chuck Norris Fact Book"の日本語訳書『チャック全開! チャック・ノリス「最強」伝説』（訳：柳亨英、ISBN 978-4-10-506551-5）が発売された。

## チャック・ノリスによる言及
2006年3月20日、タイム誌。「現象の始まり」を参照
- TIME magazine interviewed Chuck Norris, him an "online cult hero."
（チャック・ノリス・インタビュー 「オンラインのカルトヒーロー」）

2006年10月23日、チャック・ノリスがオピニオンとしてコラムニスト・デビューを飾ったワールド・ネット・デイリーの連載第一回目のテーマは、チャック・ノリス・ファクトであった。各論では、彼のお気に入りのファクト紹介や有名なファクトを個別に取り上げ、その一つ一つに彼が丁寧に感想を述べる記述まであった。以下は総論からの抜粋である。
- On Chuck Norris 'mania' sweeping the Net
（チャック・ノリス“マニア” がネットを席巻）

この山火事が猛威を振るっているここ2、3年のあいだ、当然ながら人に聞かれたよ、「（チャック・ノリス・ファクトを）どう思いますか？」
私の答えはいつも同じ。いくつかは面白いが、いくつかはかなり大げさだ。ありがたいことに、そのほとんどは単に罪のない楽しみを追い求めているだけだ。……腹を立てることも、あまり真剣に受け取ることもしない。ファンにはとても感謝しているよ。これをきっかけに誰かが、私の本当の真実や、私の人生やキャリアを形作っている信念を知ろうと思うかもしれない。
2007年5月、エンパイア誌のNick de Semlyenは、チャック・ノリスという生ける伝説をインタビューするためにテキサスを訪れた。彼が、初期主演作で知られるキャラクター、ブッカーとして『エクスペンダブルズ2』で映画館に再び侵入したように、私たちも貴方が楽しめるに十分なインタビューを持っている。警告： 冒頭に回し蹴りを含んでいます。との序文のもと、
- Chuck Norris: In His Own Words
（チャック・ノリス： 彼自身の言葉で）

と題されたインタビューが、『エクスペンダブルズ2』の公開に合せ2012年8月15日にエンパイア公式ウェブに再掲載された。
奇妙な何かが起こった。ポップカルチャーは彼を受け入れ始めた。2004年、彼は、学園コメディ映画 『ドッジボール』の中に急に現れた。2006年には、彼の不運な'80年代アニメ“karate Kommandos”の再放送がテレビで始まった。そして最も痛快と呼べる、「チャック・ノリスの真実」とラベルが施されたポール・バニアンタイプの寸言シリーズは、彼の神秘性を反復しながら、インターネットを循環し山火事のように広がった。
すなわち： 「神が『光あれ』、と言ったところ、チャック・ノリスに『お願いします』だろ？ と怒られた」かの勢いで。
「将軍から、イラク米軍の指揮をしてくれないかと、しつこくせがまれているんだ」彼は苦笑した。
「実際に、ある戦車の砲塔には私の名前がペイントされていた。兵士たちは、私を戦車の中に招きいれ、私は誘導シェル（ジャベリンのようなロック式の武器）を反政府グループに発射したんだ！」
それは、おそらく多くを殺したでしょう？
彼は大声で笑う。「まあ、私には分からない。そのシェルは10マイル先まで飛んで行ったからね...」
"Violence is not the answer - the answer is love." Chuck Norris
（チャック・ノリス： 「暴力は答えではない - その答えは愛だ」）
それは、米国の軍隊の中で特にポピュラーな、交戦地帯に連れ出された最初の“チャック・ノリスの真実”だった。ノリスは、このカルト（熱狂的）崇拝の対象であることを知ったとき、衝撃を受けたことを認めている。「私に突然アフリカ（のサーバー経由だったが、それはどこからとも考えられた）から、これらすべての“真実”がメールで送られてきたのです」。私は驚きました、しかし、それらを読み進めるうちに、「これは、かなり面白い...」
「私は、それを最初に始めたと呼ばれている男に電話をしました。彼はロードアイランド州の（大学の）新入生だった」「そして、彼に会いにくるようにと、私の元に招待したんだ」
「彼は素敵な若者で、4ヵ月後に彼から“ファクト”（のウェブサイト）が3億以上のヒットを記録したと電話で報告がありました」「それは信じられないことだ！ 私は若者達からの大きな賛辞としてそれを受け取ろうと思いました」
以上のように、イラク訪問時に目の当たりにした軍隊内での自身のファクトの浸透ぶり、遡ってのファクトとのファーストコンタクトの衝撃、そして、ファクトの作者の若者へ自身で電話を掛け、自宅に招いていたという（「マウンテン・デュー」テレビスポット顔負けの）驚くべきエピソードを打ち明けている。また、インタビュー後の歴代出演作の解説の際、『地獄のコマンド』（1985年）に対して、
「私の映画は、実際に必要性がなければ私は暴力を始めることはない。暴力は答えではない。答えは愛だ」
と先のファクトを自らそのまま引用するという、取材へのサービスを見せている。
また『デルタ・フォース』（1986年）の解説では、“チャック・ノリスのバイクからのミサイル発射が、中東のテロを解決した”とリード文が添えられ、共和党政権下、ホワイトハウスという政治中枢において、チャック・ノリス・ファクト現象が到来する以前より、ファクト現象を予期し先取りしていたかのような、信じ難い実話の存在が明らかにされている。
「私がロケットランチャー・オートバイに乗っているスチール写真が、イラク戦争の公式ポスターとして使用されることになり、私は、上院とブッシュ前大統領のために、ホワイトハウスで『デルタ・フォース』を上映しました。彼らはテロリズム法案可決に向け準備中であり、そのスクリーニングを縫っての依頼でした。その時、私が振り向くと、後方にいたボブ・ドール（上院議員）が最後まで映画を観ているのが確認できました。上院の議事録には、ボブ・ドールは『デルタ・フォース』を観ていたために投票に遅れた”と記載されていますよ！」
2012年8月14日、ニューズウィーク/デイリーベストにおいて、チャック・ノリスはアメリカ空軍の軍務に就いた後、ブルース・リーと対決しました。そして今、彼は『エクスペンダブルズ2』の中で、シルヴェスター・スタローン、アーノルド・シュワルツェネッガー、ブルース・ウィリスの相手役として主演します。映画ヒーロー達から若者達まで、伝説のアクションヒーローは、アメリカを偉大な国にしているものとは何なのかを解説します。との序文のもと、
- Chuck Norris’s 10 Favorite Things
（チャック・ノリスのアメリカに関する10の好きなもの）

と題されたコラムを執筆した。彼は、8番目、9番目にそれぞれ、「ユーモアのセンス」「今日の若い世代」を挙げた。理由は次の要約の通りで、チャック・ノリス・ファクトを積極的に肯定し、それによって自身が受けた恩恵と社会に齎す効用を具体的に示している。そして、ファクトを紡いだ若者世代のユーモアのセンス、その普及に不可欠であったインターネットのメディア革命を力強く支持した。
8. ユーモアのセンス。
困難な時代の中だからこそ、我々には、奇妙でグッドな笑いが必要です。人生の闘いにおいて、私たちは暫しユーモアを忘れ、必要以上に深刻になりがちです。そんな時、笑いは、私たちが自分を取り戻すために必要な最良の薬にもなり得えます。かつて、マーク・トウェインは言いました。「人類だけが持つ、実に有効な武器が1つだけある、それは“笑い”です」
9. 今日の若い世代。
「チャック・ノリスの真実」のおかげで、私は、若者たちと実際に深く繋がることができました。お見逃しの方にご説明申し上げれば、「チャック・ノリスの真実」とは、若い世代の人々によって作られ、彼らによって広められた、私の人生や能力への神話的表現です。それらは、インターネット現象とそのパワーの証明でもあります。私は、全く新しいそのメディア革命に多少は圧倒もされていますが、その影響力からは大きな恩恵も受けています。私は、「チャック・ノリスの真実」が、従軍する兵士の日々に、明るさと励ましを与えている事を知りました。私はとても嬉しかった。イラクに我々の軍隊を訪問できた事とともに、それは二重の意味の栄光でした。